# Michael Adams (Pilot)

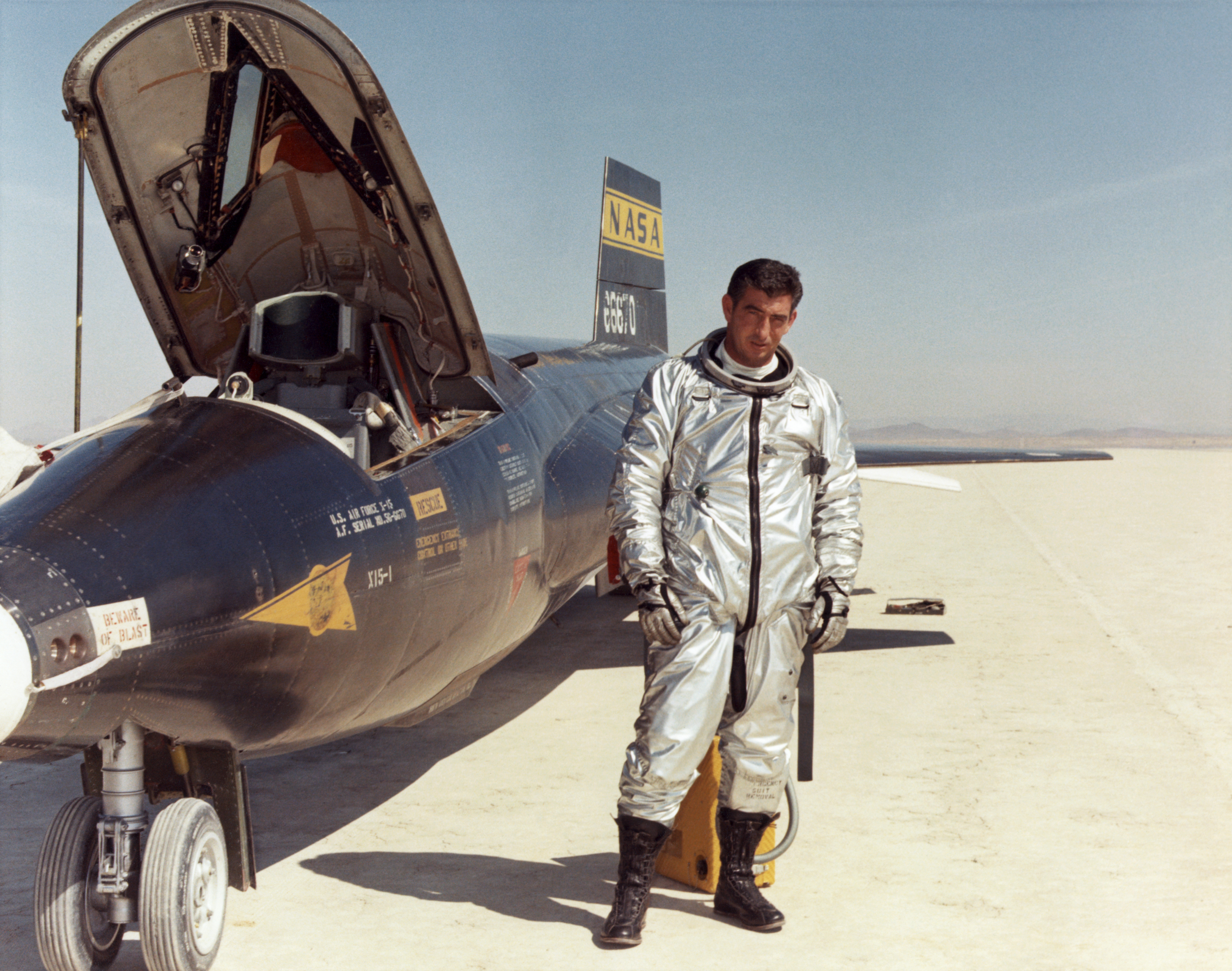
Michael J. Adams mit der X-15

Michael James Adams (* 5. Mai 1930 in Sacramento, Kalifornien; † 15. November 1967) war ein US-amerikanischer Testpilot und einer der Piloten der X-15.
Nachdem er 1950 die Schule verlassen hatte, trat Michael Adams in die US-Luftwaffe ein. Er wurde in Texas zum Piloten ausgebildet und im Koreakrieg als Kampfbomberpilot eingesetzt. Später war Adams in Louisiana und in Frankreich stationiert.
1958 schloss er ein Studium der Luftfahrttechnik an der Oklahoma University ab, nach weiteren Studien am MIT wurde er 1962 an der Testpilotenschule der Edwards Air Force Base in Kalifornien angenommen, die er als Jahrgangsbester abschloss.
Anschließend besuchte Adams die Aerospace Research Pilot School, die er im Dezember 1963 mit Auszeichnung abschloss. Er war einer von vier Testpiloten, die in Zusammenarbeit mit der NASA Mondlandungen bei der Martin Company in Baltimore, Maryland, übten.
1965 wurde Adams im Rahmen des Manned-Orbiting-Laboratory-Programms in die erste militärische Astronautengruppe aufgenommen, verließ aber bereits 1966 das Programm, um im Juli 1966 zum X-15-Programm zu stoßen, das gemeinschaftlich von der Luftwaffe und der NASA durchgeführt wurde. Seinen ersten Flug mit der X-15, dem schnellsten Flugzeug der Welt, führte er am 6. Oktober 1966 durch.
Am 15. November 1967 startete er zu seinem siebten Testflug einer X-15. Das Flugzeug driftete (innerhalb der hohen Atmosphäre nicht unüblich) seitwärts und geriet dadurch nach dem Wiedereintritt ins Trudeln. Durch die Stabilität der X-15 und seine Flugkunst konnte Major Adams das Trudeln abfangen. Die Steuerung war auf Grund von Beschädigungen jedoch nicht in der Lage, die Maschine stabil zu halten. Die X-15 geriet dadurch erneut in einen unkontrollierten Flugzustand und zerbrach aufgrund der hohen wirkenden Druckkräfte, verursacht durch die hohe Fluggeschwindigkeit in der dichter werdenden Erdatmosphäre. Michael Adams wurde, noch in seinem Schleudersitz sitzend, inmitten der Trümmer tot aufgefunden. Da er bei diesem Flug eine Höhe von 50 Meilen (ca. 80 Kilometer) erreicht hatte, gilt er nach US-Definition als Astronaut. Postum wurden ihm die „Astronautenschwingen“ verliehen, und sein Name findet sich auf dem Astronautendenkmal am Kennedy Space Center.